# Paula Blackton
Paula Blackton (née Hilburn; conocida profesionalmente como Paula Dean; Atlanta, 1 de agosto de 1881-Los Ángeles, 27 de marzo de 1930) fue una actriz y directora de cine estadounidense que trabajó en películas mudas.

## Filmografía
- The Littlest Scout (1919)
- The Diary of a Puppy (1917)
- The Fairy Godfather (1917)
- Satin and Calico (1917)
- A Spring Idyl (1917)
- The Collie Market (1917)
- The Little Strategist (1917)

### Dirección
- The Littlest Scout (1919)

### Guion
- The Littlest Scout (1919)

## Familia
En 1906, Paula Hilburn, quién nació en Georgia, se casó con el director y productor J. Stuart Blackton. Tuvieron dos hijos, Violet Virginia Blackton (Mrs Woolrich; 1910–1965) y Charles Stuart Blackton (1914–2007), quiénes trabajaron como actores de cine, y hicieron apariciones en las producciones de su madre.

## Muerte
Paula Blackton murió debido a un cáncer en 1930 a los 48 años. Está enterrada en el Hollywood Forever Cemetery.[cita requerida]